# Canon Cat
«Canon Cat» — специализированный настольный компьютер, выпущенный компанией Canon Inc. в 1987 году. На первый взгляд, этот компьютер не отличался от специализированных текстовых процессоров, популярных в конце 1970-х — начале 1980-х, однако он обладал намного большими возможностями и включал в себя множество уникальных идей.
Canon Cat выпускался в течение шести месяцев. Всего было выпущено около 20 000 экземпляров.

## Описание
«Canon Cat» в основном разработан Джефом Раскином (который в 1979 году был автором проекта Macintosh в Apple). Пользователю предлагался текстовый интерфейс, не использующий мышь, иконки или графику. Все данные рассматривались как длинный «поток» текста, разбитого на несколько страниц. Вместо использования традиционного интерфейса командной строки или системы меню в Cat использовались специальные клавиши и комбинации клавиш клавиатуры.
На передней стороне клавиш были обозначены специальные функции, которые задействовались при удержании клавиши Use Front. Например, комбинация Use Front+J выполняла команду «Печатать» (Print).
Две красных клавиши Leap, расположенные перед пробелом, позволяли выполнять быстрый поиск по тексту.
Компьютер представлял собой моноблок из 9-дюймового чёрно-белого монитора и 3½-дюймового дисковода, был оснащен клавиатурой (такая же как на пишущих машинках IBM Selectic). Использовался процессор Motorola 68000 (аналогичный использовался в Macintosh), 256 КБ ОЗУ и внутренний модем на 300/1200 бод. Пользовательские настройки хранились в энергонезависимом ОЗУ объёмом 8 КБ с отдельным питанием. Машина имела параллельный порт стандарта Centronics, последовательный порт RS-232C, а также два телефонных разъёма RJ-11 для подключения модема к линии. Вся система весила около 7,7 кг.
Набор приложений был записан в ПЗУ. В него входили: стандартный пакет офисных программ, орфографический словарь на 90 000 слов, программа связи и средства программирования на Форт и языке ассемблера.
Считается, что «Canon Cat» был исключительно текстовой машиной, однако он содержал графические процедуры в ПЗУ и разъём для мыши или другого координатного (указательного) устройства, который никогда не использовался.

## Технические характеристики
- Процессор: Motorola 68000 на тактовой частоте 5 МГц
- Память: ОЗУ — 256 КБ, ПЗУ — 256 КБ, энергонезависимое ОЗУ — 8 КБ
- Видео: монохромный (чёрно-белый) 9-дюймовый экран, использовался только для текста — 24 строки по 80 символов
- Клавиатура: 49 клавиш
- Устройство хранения: дисковод на 3,5 дюйма, дискеты на 256 КБ
- Интерфейсы:
  - RS-232C
  - Centronics
  - RJ-11 для подключения к телефонной линии